# ول حفار افغانی
 ول حفار افغانی(نام علمی: Ellobius fuscocapillus) نام یک گونه از زیرخانواده ولیان است که در افغانستان، مناطقی از ایران، پاکستان و ترکمنستان پیدا می‌شود.